# WTA Tournament of Champions
WTA Tournament of Champions – tenisowy turniej kobiet kategorii WTA International Series rozgrywany corocznie na zakończenie sezonu, najczęściej w listopadzie w latach 2009–2014. Awans do niego uzyskiwało osiem najwyżej sklasyfikowanych w rankingu tenisistek, które wygrały turniej rangi WTA International Series (oprócz zawodniczek, które zakwalifikują się do WTA Tour Championships).
Zawody odbyły się pierwszy raz w 2009 roku na indonezyjskiej wyspie Bali. Wówczas w turnieju wystartowało 12 zawodniczek podzielonych na 4 grupy po trzy zawodniczki. Zwyciężczynie grup dostały się do półfinałów.
W latach 2010–2011 rozgrywane były także mecze o trzecie miejsce. Grały w nich zawodniczki, które przegrały w półfinałach.
W 2011 roku drugie z rzędu zwycięstwo odniosła Serbka Ana Ivanović. Był to pierwszy przypadek w historii turnieju, że tenisistka wygrywała turniej dwa lata z rzędu.
W latach 2012–2014 turniej odbywał się w Sofii. W 2015 roku zawody zastąpiono turniejem WTA Elite Trophy.

## Historia nazw turnieju
| Lata      | Nazwa                                     |
| 2009–2011 | Commonwealth Bank Tournament of Champions |
| 2012      | Qatar Airways Tournament of Champions     |
| 2013–2014 | Garanti Koza Tournament of Champions      |

## Obiekty
| Miasto | Lata      | Stadion                              | Nawierzchnia  | Pojemność |
| ------ | --------- | ------------------------------------ | ------------- | --------- |
| Bali   | 2009–2011 | Bali International Convention Centre | Twarda (hala) | 8000      |
| Sofia  | 2012–2014 | Armeets Arena                        | Twarda (hala) | 13 545    |

## Mecze finałowe

### gra pojedyncza
| Rok  | Miejsce | Mistrzyni         | Wynik         | Wicemistrzyni           | Trzecie miejsce   |
| 2014 | Sofia   | Andrea Petković   | 1:6, 6:4, 6:3 | Flavia Pennetta         |                   |
| 2013 | Sofia   | Simona Halep      | 2:6, 6:2, 6:2 | Samantha Stosur         |                   |
| 2012 | Sofia   | Nadieżda Pietrowa | 6:2, 6:1      | Caroline Wozniacki      |                   |
| 2011 | Bali    | Ana Ivanović      | 6:3, 6:0      | Anabel Medina Garrigues | Nadieżda Pietrowa |
| 2010 | Bali    | Ana Ivanović      | 6:2, 7:6(5)   | Alisa Klejbanowa        | Kimiko Date-Krumm |
| 2009 | Bali    | Aravane Rezaï     | 7:5, krecz    | Marion Bartoli          |                   |